# Niepce (Mondkrater)
Niepce ist ein Einschlagkrater auf der Mondrückseite.
Der Krater Niepce liegt im Norden der erdabgewandten Seite, nördlich des größeren Kraters Mezentsev. In nordöstlicher Richtung stößt man auf Merrill, in nordwestlicher auf Heymans.
Der Krater ist von späteren Einschlägen gezeichnet, was auf ein hohes Alter hindeuten kann. Die Entstehungszeit fällt in die nektarische Periode, möglicherweise sogar in die pränektarische Periode.

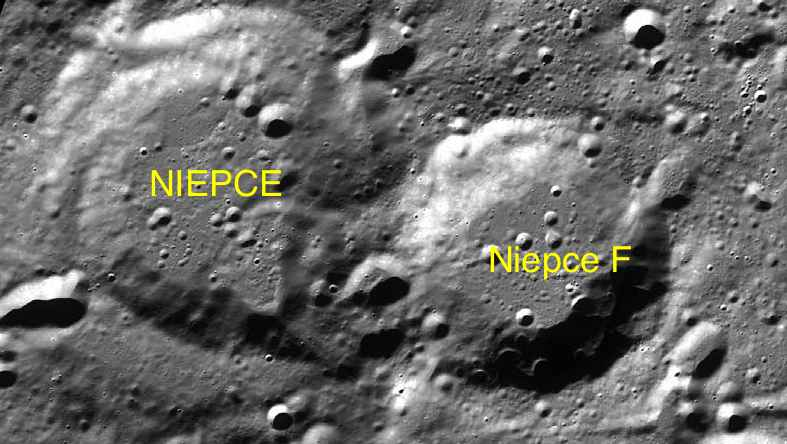
Niepce mit seinem Nebenkrater

Niepce hat einen mit F bezeichneten Nebenkrater, der direkt im Osten des Kraters angrenzt:
| Buchstabe | Position            | Durchmesser | Link |
| --------- | ------------------- | ----------- | ---- |
| F         | 72,13° N, 114,27° W | 49 km       |      |

Der Krater wurde 1970 von der IAU offiziell nach dem französischen Erfinder Joseph Nicéphore Niépce benannt. Der ursprüngliche Kratername Niépse wurde von der IAU in Niepse geändert.